# 39.ª Divisão de Infantaria (Alemanha)
A 39ª Divisão de infantaria (em alemão:39. Infanterie-Division) foi uma unidade militar que serviu no Exército alemão durante a Segunda Guerra Mundial.

## Comandantes
| Comandante                      | Data                                           |
| ------------------------------- | ---------------------------------------------- |
| Generalleutnant Hugo Höfl       | 10 de julho de 1942 - 18 de dezembro de 1942   |
| Generalleutnant Ludwig Löweneck | 30 de dezembro de 1942 - 15 de maio de 1943    |
| Generalmajor Maximilian Hünten  | 15 de maio de 1943 - 3 de setembro de 1943     |
| Generalleutnant Paul Mahlmann   | 3 de setembro de 1943 - 20 de novembro de 1943 |

## Área de operações
| Países Baixos              | julho de 1942 - março de 1943       |
| Frente Oriental, setor sul | de março de 1943 - novembro de 1943 |